# دریاچه بانویه
دریاچه بانویه (به لاتین: Lake Bannoye) یک دریاچه در روسیه است که در باشقیرستان واقع شده‌است.